# 留尼汪雁
留尼汪雁，又称科尔瓦佐埃及雁（Kervazo's Egyptian goose），是留尼汪岛上一种已经灭绝的埃及雁属鸟类，曾分布于留尼汪岛。其亲缘关系与埃及雁很近，体型相较下稍小，翼部骨骼（尺骨和掌骨）长度略微减小，而股骨长度略微增加；喙更短、与头骨连接处延伸更深，呈半圆形，龙骨突前缘直而并不凹陷。其飞行能力相比埃及雁可能稍有降低，其他特征也表现出岛屿适应性。
威廉·邦特科埃曾在1619年便提及留尼汪岛上有雁存在，但明确的描述仅见于西厄尔·迪布瓦1674年的一段文字：
一种野雁，比欧洲雁略小。羽毛也相同，但喙和脚更红一些。相当美味。
Wild geese, slightly smaller than the European geese. They have the same feathering, but with the bill and feet red. They are very good [to eat].
1974年，伯特兰·科尔瓦佐（Bertrand Kervazo）在大法兰西岩洞（Grottes des Premiers Français）发现其亚化石骨骼。这是该物种的模式标本，目前存放在法国国家自然历史博物馆；其他部分标本也存放于里昂第一大学和留尼汪自然历史博物馆。

## 分类
1994年，格雷厄姆·斯图尔特·考尔斯通过对留尼汪雁的化石研究，将其划归到新属Mascarenachen，并冠以学名Mascarenachen kervazoi以纪念最先发掘出化石的科尔瓦佐（Kervazo）。1999年，赛西尔·穆雷-肖维雷经过进一步研究，最终认定属于埃及雁属。
留尼汪雁与其亲缘物种毛里求斯雁可能是埃及雁定殖于马斯克林群岛后，分别演化而成。

## 灭绝
早在1667年，弗朗索瓦·马丁就曾描述过圣保罗湖的水禽遭到栖息地破坏，并批评道捕猎活动不可持续，这表明留尼汪岛上的水禽曾遭到过度捕猎。该物种可能的最后一次记录是德拉梅尔韦耶（de la Merveille）1709年的一份清单，他声称鸭子和鹅“数量众多”，但让·费耶在1705年的留尼汪岛动物目录中却并未列出水鸟，德·拉·梅尔维尔的记录大概率是道听途说而来的过时消息。因此，该物种的最后一次记录便追溯到贝尔纳丹神父1687年的报告。该物种可能在1690年代因过度捕猎而灭绝，引入的掠食者也有可能捕食蛋和雏鸟。